# 菊池武義
菊池 武義（きくち たけよし、生年不詳 - 天授3年/永和3年1月13日（1377年2月21日））は、南北朝時代の武将。肥後国の国人菊池氏の一族。父は第12代当主菊池武時で、兄弟に13代当主武重、14代当主武士、15代当主武光など多数。深川武義とも記される。

## 生涯
武勇に優れ、九州探題斯波氏経が来襲したときもこれを打ち破るなど、兄である当主武光を大いに助けた。しかし、氏経らに代わり今川貞世（了俊）が九州探題として派遣されてくると、大宰府を失い高良山への撤退を余儀なくされるなど徐々に劣勢となる。
さらに追い討ちをかけるように南朝：文中2年/北朝：応安6年（1373年）に武光、翌年にはその子武政が相次いで死去。武義は甥菊池武安（菊池武澄の子）とともに新たに当主となった菊池武朝（武政の子、この時12歳）を補佐し、劣勢に立たされていく中でなおも戦い続けた。
南朝：天授3年/北朝：永和3年（1377年）、肥前蜷打の戦いで了俊ら探題方に敗れ戦死した。なお、この戦いでは菊池武安なども戦死しており、一門の有力者を多く失った菊池氏はこの後急速に衰退することとなる。